# ميها شبورار
ميها شبورار (بالسلوفينية: Miha Šporar)‏ هو لاعب كرة قدم سلوفيني في مركز الدفاع، ولد في 31 يوليو 1972 في جمهورية يوغوسلافيا الاشتراكية الاتحادية. لعب مع نادي أولمبيا ليوبليانا ونادي تساليه ونادي دومجاله.

## وصلات خارجية
- ميها شبورار على موقع قاعدة بيانات كرة القدم.إي يو (الإنجليزية)
- ميها شبورار على موقع عالم كرة القدم.نت (الإنجليزية)